# Von-der-Tann-Straße (München)
Die Von-der-Tann-Straße ist eine Innerortsstraße im Stadtbezirk Maxvorstadt (Nr. 3) von München.

## Verlauf
Die Straße führt von der Ludwigstraße, einer der Münchner Prachtstraßen, in ostsüdöstlicher Richtung zur Königinstraße und geht an dieser in die Prinzregentenstraße über. Am Ostende zweigt der Franz-Josef-Strauß-Ring als Teil des Altstadtrings nach Süden ab, der sich unter der Von-der-Tann-Straße als Altstadtringtunnel zum an der Ludwigstraße anschließenden Oskar-von-Miller-Ring als westliche Verlängerung der Von-der-Tann-Straße fortsetzt.

## Öffentlicher Verkehr
Die Straße wird von mehreren Stadtbuslinien, darunter der Museumslinie 100, durchfahren. Der U-Bahnhof Odeonsplatz ist nicht weit entfernt.

## Namensgeber
Die Straße ist nach dem bayerischen General Ludwig von der Tann-Rathsamhausen (1815–1881) benannt.

## Geschichte
Die Straße reichte früher nach Westen über die Ludwigstraße hinaus bis zur Fürstenstraße. Sie hieß bis zu ihrer Umbenennung 1873 Frühlingsstraße. In den Jahren 1936/1937 wurde sie als Zufahrt zum Haus der Kunst (seinerzeit: Haus der Deutschen Kunst), einem Repräsentationsbau des Nationalsozialismus, von 11 m auf 27 m verbreitert, um als Aufmarschraum für den jährlich stattfindenden Festzug zum "Tag der deutschen Kunst" zu dienen. Dafür wurde die Bebauung auf der Südseite abgebrochen; der Nordflügel des klassizistischen Prinz-Carl-Palais wurde für die Verbreiterung ebenfalls beseitigt. Die Eröffnung der ausgebauten Straße erfolgte am Tag der Deutschen Kunst (16. Juli 1937). 1972 wurde der Altstadtringtunnel eröffnet, der auch in der Von-der-Tann-Straße zum Einbau einer massiven Rampe führte. Für den Bau des Altstadtringtunnels wurde von 1966 bis 1968 temporär eine 430 m lange, zweispurige und umsetzbare Stahlhochbrücke (auch als Fly-over bekannt) angelegt.

## Charakteristik
Die Von-der-Tann-Straße bildet einen Teil des Münchner Altstadtrings, dessen Verkehr allerdings überwiegend unter der Straße im Altstadtringtunnel verläuft. Auf der Südseite schließt der Finanzgarten mit einem Überrest der Bastionärbefestigung der Stadt an, an dessen Ostende das Prinz-Carl-Palais, das schon dem Franz-Josef-Strauß-Ring zugeordnet ist. Unter dem Ostende der Straße verläuft der Köglmühlbach, der hier in den Schwabinger Bach übergeht. Die Bebauung auf der Nordseite ist mit einer Lücke bis zum US-Generalkonsulat vollständig geschlossen. An der Nordseite der Straße steht an der Einmündung der Königinstraße das stark gesicherte US-Generalkonsulat (der Königinstraße zugeordnet). An der südlichen Ecke zur Ludwigstraße nimmt das westlich des Finanzgartens gelegene Landwirtschaftsministerium (das ehemalige Zentralministerium) den Block bis zur Galeriestraße ein. Die nördliche Ecke zur Ludwigstraße bis zur Schönfeldstraße belegt der nach Zerstörung im Zweiten Weltkrieg von 1960 bis 1968 rekonstruierte Haslauer-Block.

## Denkmalgeschützte Bauwerke

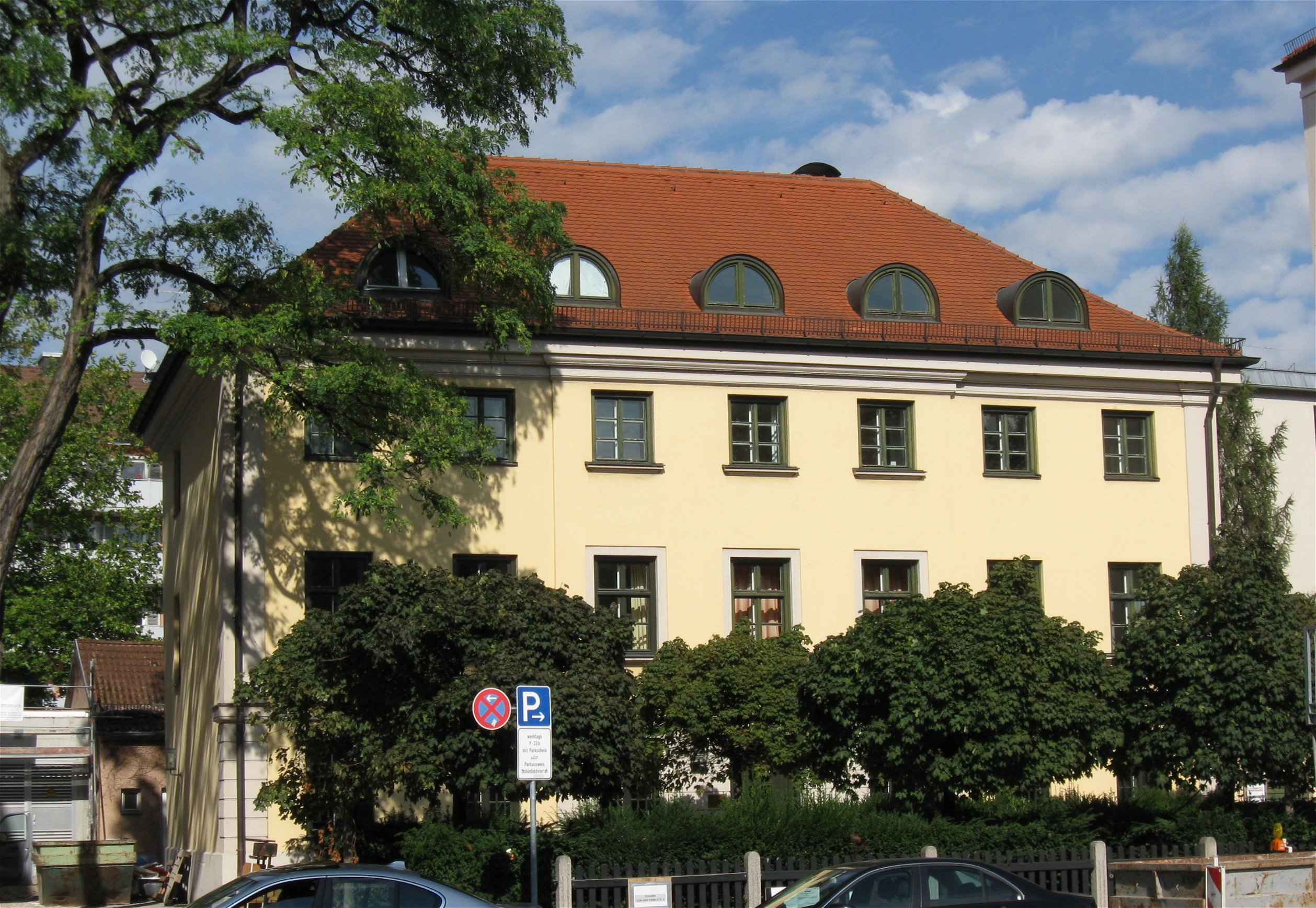
Von-der-Tann-Straße 3

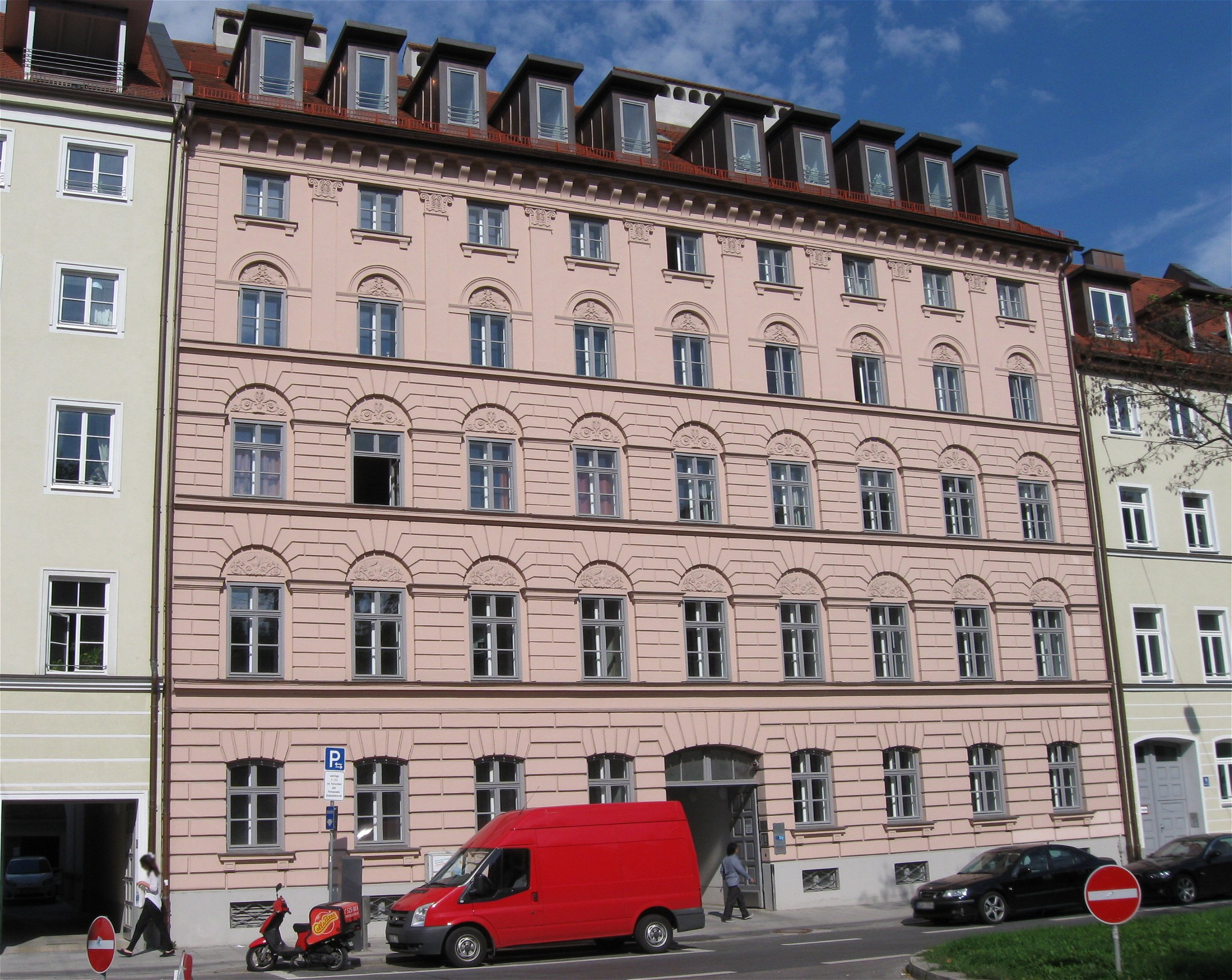
Von-der-Tann-Straße 7

- Hausnr. 2: ehemalige Schule, in den Formen der Klenzeschen Palastarchitektur, 1827–1829 von Johann Ulrich Himbsel; für die Bayerische Handelsbank 1962 umgebaut (Denkmalliste D-1-62-000-7286)
- Hausnr. 3: kleines, freistehendes Vorstadthaus des Klassizismus, 1814 von Rudolf Röschenauer; hinter Vorgarten weit von der Straße zurückgesetzt (Denkmalliste D-1-62-000-7287)
- Hausnr. 7: stattliches Mietshaus, klassizistisch, mit reich gegliederter Fassade, 1829 von Rudolf Röschenauer (Denkmalliste D-1-62-000-7288)
- Hausnr. 9: Mietshaus, neuklassizistisch, um 1910 (Denkmalliste D-1-62-000-7289)

## Weitere ehemalige Baudenkmäler und abgegangene Gebäude

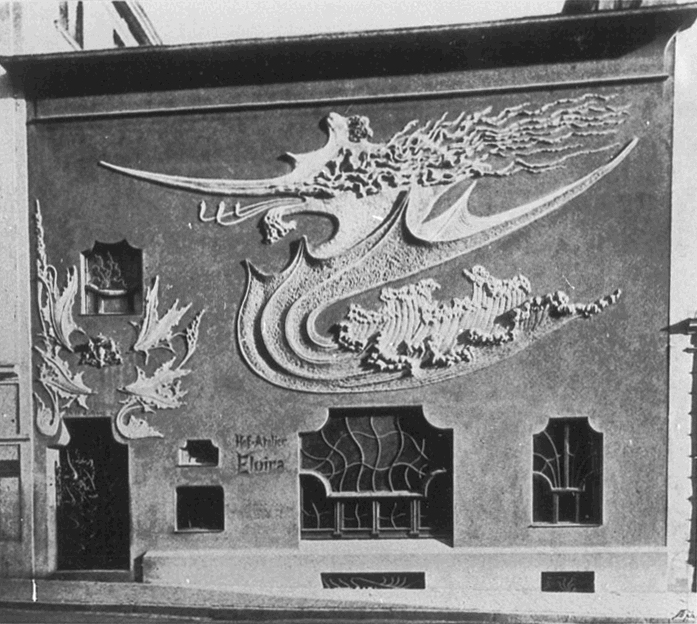
Atelier Elvira, Fassade, Aufnahme um 1900

- Brunsviga-Haus, ehemals Nr. 14 (abgegangen)
- Atelier Elvira, ehemals Nr. 15, ab 1898 von August Endell (nach Erwin Schleich dessen Hauptwerk) geplant und mit einer Stuckfassade von Josef Hartwig versehen, das „Drachenornament“ 1934/35 abgeschlagen,[6] das Gebäude im April 1944 schwer beschädigt und anschließend abgetragen. Das Areal bildet heute einen Teil des US-Generalkonsulats.

## Gebäude in der Nähe
- Prinz-Carl-Palais (München)
- Amerikanisches Generalkonsulat in München
- ehem. Zentralministerium
- Haslauer-Block